# Bán sên

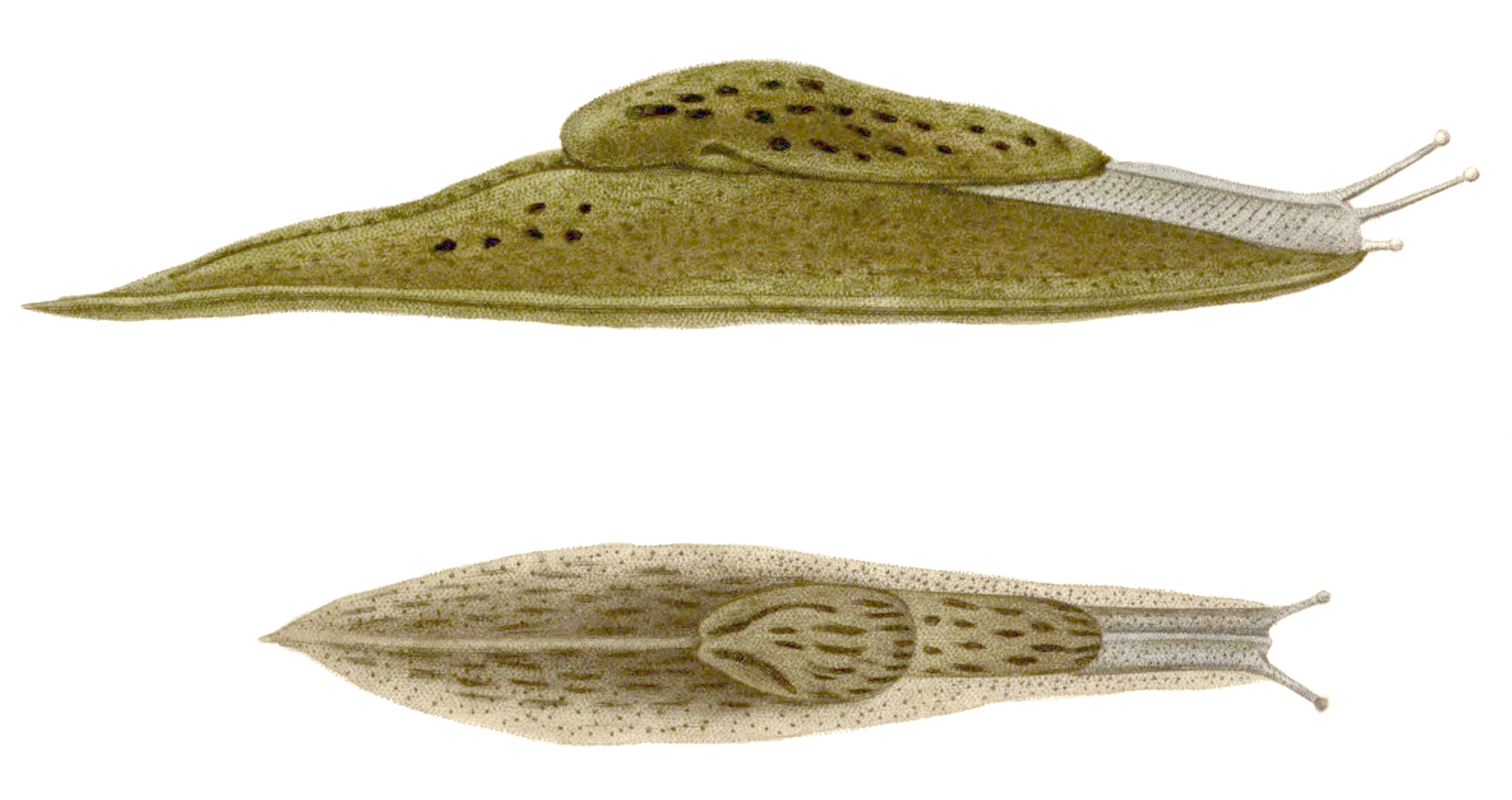
Mặt bên và mặt trên của loài Cryptella canariensis từ Quần đảo Canaria

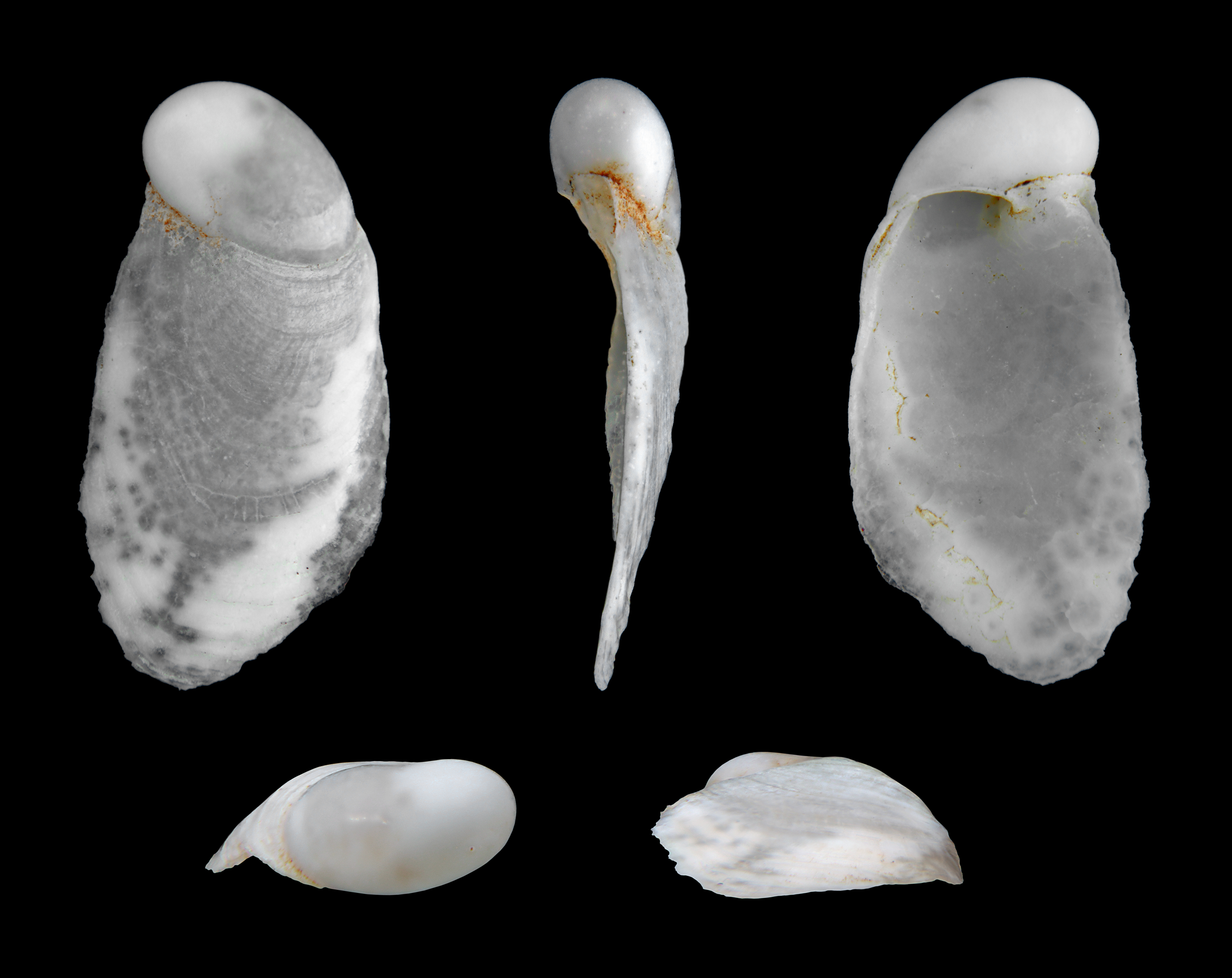
Vỏ của Cryptella canariensis tiêu giảm đáng kể nên loài này không thể rút vào vỏ được

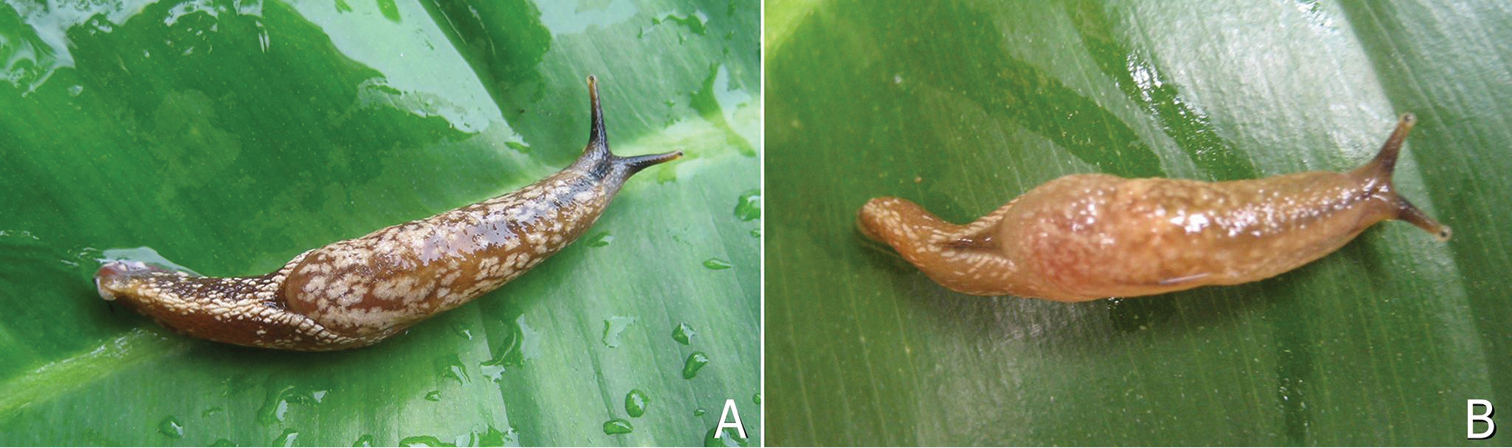
Loài bán sên Muangnua arborea ở tỉnh Loei, đông bắc Thái Lan

Bán sên (tiếng Anh: semi-slugs hay semislugs), là loài động vật chân bụng trên cạn có vỏ quá nhỏ để chúng có thể rút vào, nhưng vỏ vẫn đủ lớn không phải là vết tích. Vỏ của một số loại bán sên có thể không dễ dàng nhìn thấy được khi quan sát bên ngoài vì vỏ có thể bị lớp áo phủ che phủ.
Đây là loại động vật trung gian giữa sên trần (không có vỏ bên ngoài) và ốc sên (có vỏ đủ lớn để rút hoàn toàn vào bên trong).

## Phân loại học
Tồn tại một số họ chân bụng có loài bán sên. Có khoảng 1.000 loài bán sên so với chỉ khoảng 500 loài sên trần.
Bán sên có sự phân bố trên toàn thế giới và đã được ghi nhận, phân loại vào một số họ; chi ở một số khu sinh học (biome) sau:
- Miền Cổ Bắc và miền Tân Bắc:
  - Họ Parmacellidae: chi Cryptella
  - Họ Vitrinidae: các chi Eucobresia, Semilimax, Vitrina, Vitrinobrachium[3]
- Miền Úc - Áː
  - Họ Ariophantidae: các chi Parmarion, Ratnadvipia, Varadia
  - Họ Helicarionidae: các chi Helicarion, Howearion, Ibycus, Parmellops và Ubiquitarion
  - Bán sên không xuất hiện ở họ Camaenidae.[2]
- Miền Tân nhiệt đới:
  - Họ Amphibulimidae: các chi Amphibulima, Gaeotis[2]
  - Họ Xanthonychidae: các chi Cryptostrakon, Semiconchula , Xanthonyx[2]
  - Họ Pleurodontidae: loài Coloniconcha prima[2]
- Miền Châu Phi nhiệt đới:
  - Họ Urocyclidaeː chi Gymnarion[cần dẫn nguồn]

## Sinh lý và sinh thái học
Chế độ ăn của bán sên cũng tương tự như ốc sên hay sên trần: lá cây, rêu, nấm hay thậm chí cả các loài chân bụng khác. Hầu hết bán sên là loài ăn tạp, thở bằng phổi và lưỡng tính.
Bán sên là loài gây hại nông nghiệp vì chúng ăn các loại cây trồng gây giảm năng suất thu hoạch. Bán sên cũng là thức ăn của nhím, chuột chũi, quạ,...